# Edsel (marka samochodów)

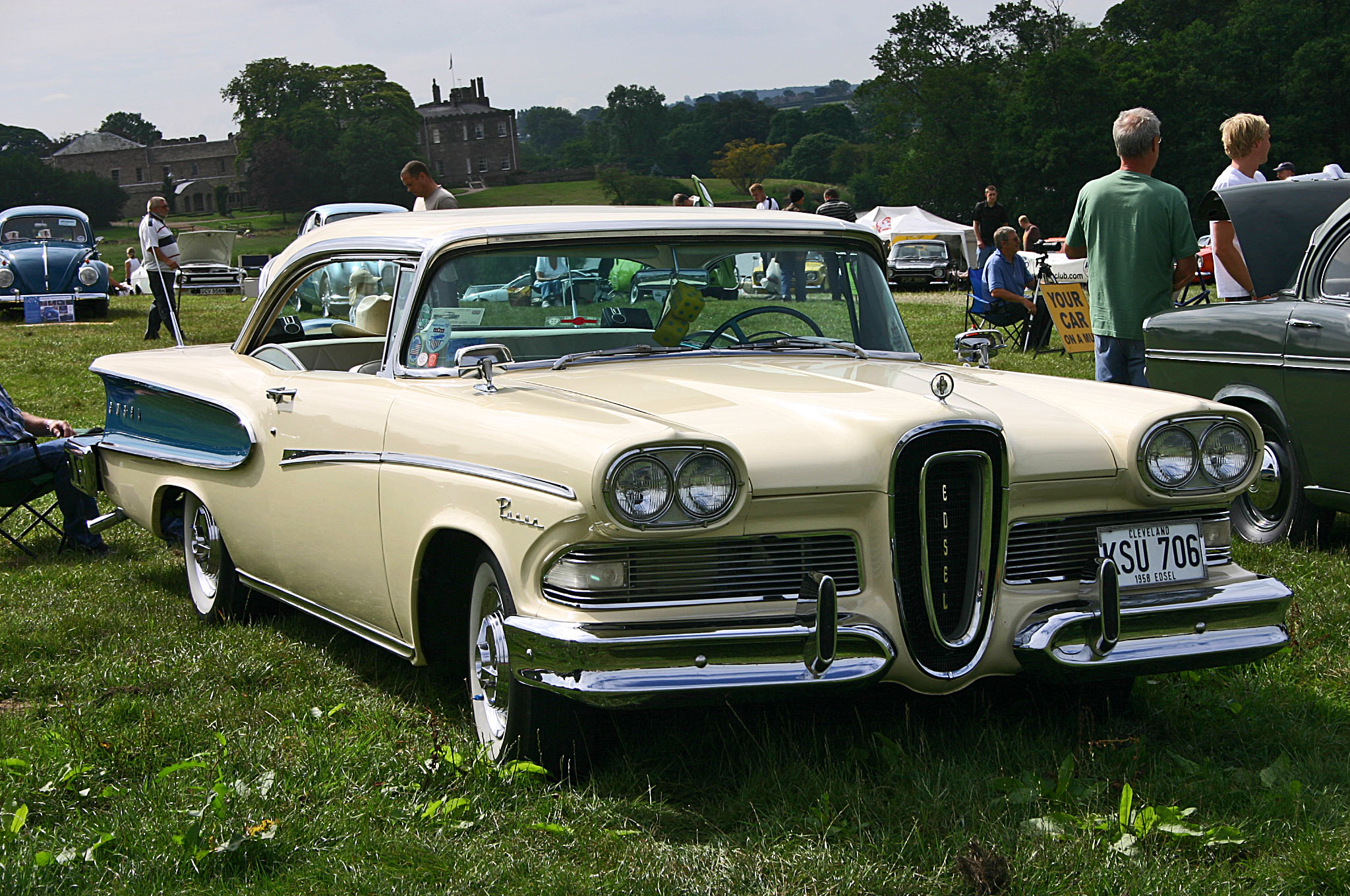
Edsel Pacer

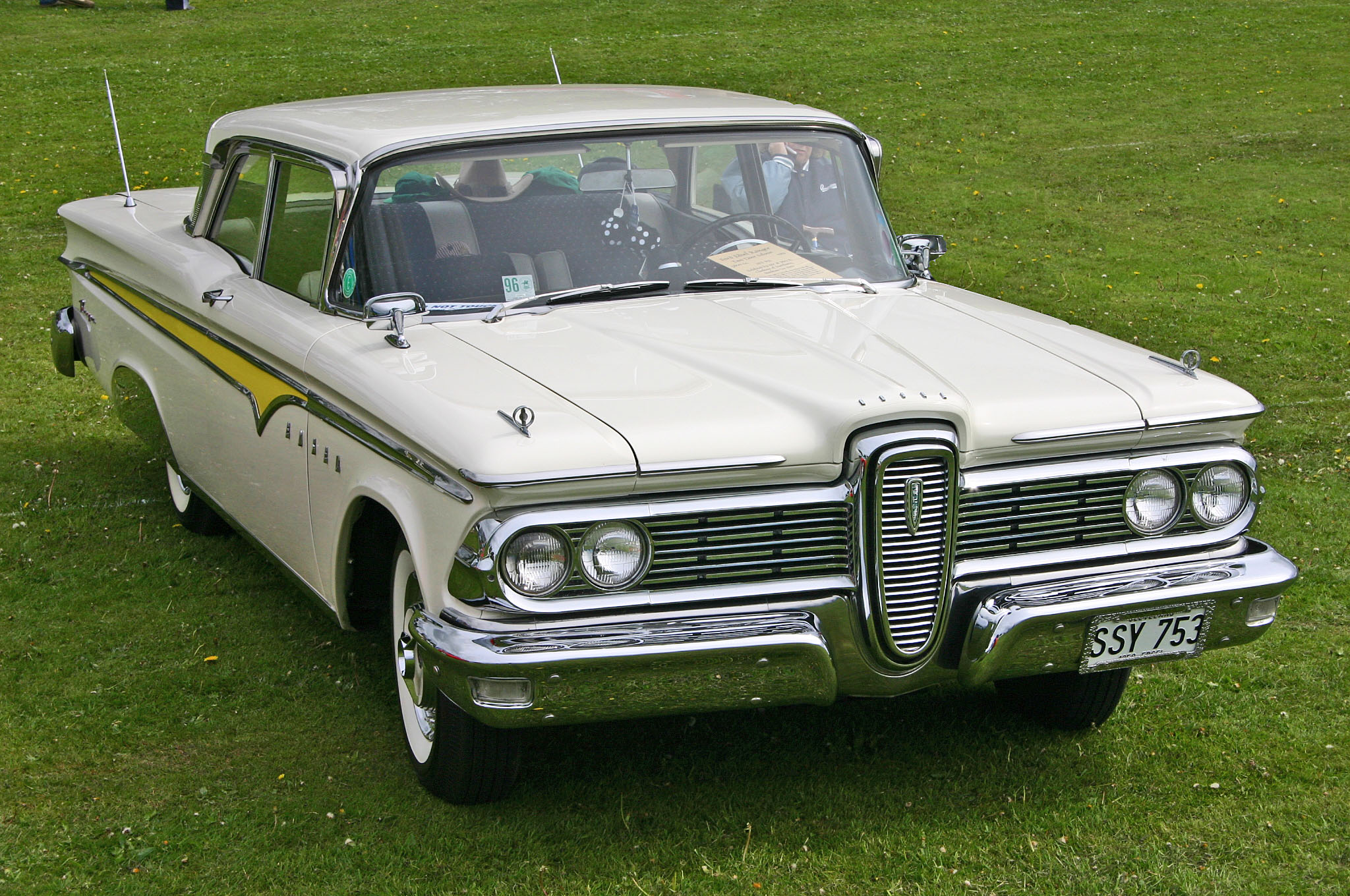
Edsel Ranger

Edsel – amerykański producent samochodów luksusowych z siedzibą w Allen Park, działający w latach 1957–1959. Marka należała do amerykańskiego koncernu Ford Motor Company.

## Historia
Edsel został utworzony w celu podjęcia konkurencji z luksusowymi markami koncernu General Motors. Nazwa pochodziła od imienia jedynego syna Henry'ego Forda – Edsela Forda.
Powstanie marki zakończyło się porażką marketingową: w 1958 roku z planowanych 200 000 sprzedano jedynie 63 110 samochodów. W kolejnych dwóch latach wielkość sprzedaży wyniosła odpowiednio 44 891 i 2846 egzemplarzy (łącznie wyprodukowanych zostało 110 847 samochodów). 
Straty poniesione przez koncern zostały oszacowane na 250 mln dolarów (równowartość ok. 2 mld współczesnych dolarów amerykańskich). Do przyczyn porażki zalicza się kontrowersyjną stylistykę nadwozia, nazwę niepodobającą się potencjalnym nabywcom, wysoką cenę oraz problemy z jakością wykonania samochodu, wynikające z montowania ich w fabrykach równolegle z samochodami Ford i Mercury. Dodatkowym czynnikiem, który zadecydował o niepowodzeniu samochodu, była trwająca recesja na rynku amerykańskim.

## Modele samochodów

### Historyczne
- Bermuda (1957–1958)
- Citation (1958)
- Pacer (1958)
- Roundup (1958)
- Corsair (1958–1959)
- Ranger (1958–1960)
- Villager (1958–1960)